# 博布利夫
49°2′33″N 28°49′11″E / 49.04250°N 28.81972°E
博布利夫（烏克蘭語：Боблів）是位於烏克蘭西部文尼察州裏文尼察區的村莊，面積2.5平方公里，海拔高度267米，2001年人口510，人口密度每平方公里204人。